# Punk'd
Punk'd é um reality show da MTV que tem o intuito de pregar pegadinhas em celebridades. Foi produzido e apresentado pelo ator Ashton Kutcher e transmitido entre 2003 e 2007. Em 29 de março de 2012, foi revivido pela MTV, ganhando mais uma temporada.

## Formatos

### Pegadinhas
O programa começa com Ashton Kutcher descrevendo a celebridade vai sofrer a pegadinha, o porquê da celebridade merecer ser pega e explica como é que a pegadinha vai ser, identificando os cúmplices. Como o programa decorre geralmente em Los Angeles, as pegadinha são feitas, na sua maior parte, em locais comuns como parques de estacionamento, restaurantes, quartos de hotel, residências, no parque temático Universal Studios Hollywood, escolas ou em locais onde se joga boliche.
Depois da pegadinha ser lavada a cabo até um certo ponto, geralmente quando a celebridade fica zangada ou frustrada perante a situação chocante, Ashton Kutcher ou um dos atores anuncia à vítima surpreendida que ela foi alvo de uma pegadinha, geralmente dizendo: “You just got Punk’d!” (Você foi pego!). Em cada episódio de meia hora, são mostradas três pegadinhas. A primeira celebridade que participou foi Justin Timberlake.

#### Eventos
Ocasionalmente, Ashton Kutcher fazia uma pegadinha num evento de celebridades, como quando barrou a entrada de Halle Berry na estreia do seu filme, “Gothika”, estrelado pela própria, ou quando pregou uma pegadinha no Allen Iverson, defesa dos Philadelphia 76ers, ao convencê-lo de que não poderia entrar na sua festa, porque as filhas do então presidente George W. Bush e os homens do serviço secreto estavam lá dentro.
Ashton também usou acontecimentos reais para pregar pegadinhas, como fez com o tenista Andy Roddick, que teria de comparecer no “The Tonight Show”, porém ele convenceu o tenista de que o seu automóvel estava preso nos desabamentos de terreno de Los Angeles (ocorridos em 2004).

#### Estúdios
Algumas vezes, também são feitas pegadinhas em estúdios de filmes, de programas de televisão ou de videoclipes, onde a pessoa alvo estava trabalhando, como quando pregou uma pegadinha no Kanye West, ao convencê-lo de que não poderia filmar o seu videoclipe da canção “Jesus Walks” num sábado sem uma permissão, ou quando disse ao rapper The Game que não poderia sair do estúdio porque a equipa tinha voltado a pavimentar a entrada.

#### Temáticas
Ashton também fez pegadinha temáticas, como fez com a cantora Beyoncé Knowles, em um evento de natal, fazendo ela pensar que tinha derrubado uma árvore de Natal de mais de 15 metros, em um evento de caridade.
Na terceira temporada, Ashton Kutcher e a sua equipa foram ao Instituto Smithsonian, em Washinton, a um evento relacionado com o lançamento do filme “The Prince and Me”, e pregaram uma pegadinha na atriz Julia Stiles.
Numa viagem para a terra natal de Tony Hawk, Carlsbad, na Califórnia, na quinta temporada, Tony Hawk sofreu uma pegadinha feita pelo seu filho Riley, que tinha destruído uma casa de banho pública móvel com um M-80 (pequeno explosivo que tem como objectivo produzir muito ruído), ferindo uma pessoa que estava lá dentro (a atriz contratada para o efeito).
Na 6ª Temporada, Ashton Kutcher manda membros da equipa para Moorestown, em Nova Jérsei, o local onde vive o jogador de futebol Terrell Owens, para pregar-lhe uma pegadinha. A equipa encenou um acidente de automóvel em que Terrell Owens, acreditando tratar-se de um acidente a sério, tentou ajudar as pessoas mais velhas de um autocarro capotado.

### Rob Pinkston
Durante a primeira temporada de Punk'd, existia um pequeno momento do programa em que o jovem de 15 anos Rob Pinkston fingia que queria entrevistar celebridades que passavam pelo tapete vermelho, mas era apenas uma brincadeira.

#### Celebridades entrevistadas por Rob Pinkston
A seguir tem uma lista de celebridades entrevistadas por Rob Pinkston: 
- Kid Rock

- Pamela Anderson
- Ray Liotta
- Christina Aguilera
- Denise Richards
- Tori Amos
- Christina Applegate
- Eddie Griffin
- Pierce Brosnan
- Dominic Monaghan e Billy Boyd
- Lacey Chabert
- Pauly Shore

## Pegadinhas que deram Errado
- No fim da primeira temporada, o produtor Jason Goldberg tentou pregar uma pegadinha a Ashton Kutcher, com Britney Spears como cúmplice. No entanto, Ashton Kutcher sabia da pegadinha e conseguiu pôr Britney Spears do seu lado, de forma a virar o feitiço contra o feiticeiro e pregar uma pegadinha a Jason Goldberg. Britney Spears tentou também pregar uma pegadinha a Busta Rhymes em Nova Iorque, mas Ashton Kutcher disse-lhe para não o fazer.
- Em Dezembro de 2003, Ashton Kutcher tentou pregar uma pegadinha a Bill Goldberg, da WWE, ao tentar passar por cima de sua bicicleta com um caminhão, o que acabou por correr mal porque o caminhão falhou o alvo. Bill Goldberg rapidamente percebeu o que estava acontecendo, e perguntou “Quem é que eu vou ter de matar?”. Ashton Kutcher acabou por se revelar, dado que a pegadinha tinha falhado.
- Em Junho de 2005, Ashton Kutcher não conseguiu pregar uma pegadinha ao auto-proclamado “Rei do Crunk” Lil Jon. Ele estava a bordo de um avião que viajava para Las Vegas, mas Ashton Kutcher tinha lá atores disfarçados dizendo que o avião estava, na verdade, a caminho  do Equador. Lil Jon rapidamente reconheceu as pessoas que estavam a falar com ele de episódios anteriores de Punk’d e pediu que Ashton Kutcher se revelasse.
- Segundo Ashton Kutcher, ele falhou em pregar pegadinha a Neve Campbell duas vezes, até que conseguiu na terceira na sexta temporada.
- De acordo com Nick Cannon, em 3 de Março de 2006 na revista People, Ashton Kutcher sentia-se frustrado dado que tinha falhado por quarto vezes em lhe pregar pegadinha. A última tentativa envolvia um homem que fingia estar preso numa estação de gás. Nick Cannon percebeu-se de que estava a ser apanhado porque reparou nas câmaras e não tinha ficado convencido com a performance dos atores.
- Segundo Ashton Kutcher, na primeira vez que tentou pregar uma pegadinha a Mila Kunis, ele falhou. Da segunda vez, conseguiu.
- Ashton Kutcher tentou pregar uma partida a Joe Jonas, mas ele falhou. Joe Jonas reparou nas câmaras enquanto estava a ser sequestrado.

## Ligações Externas
- Página oficial